# Carolyn Hennesy
Carolyn Lee Hennesy (Los Angeles, 10 giugno 1962) è un'attrice e scrittrice statunitense, nota per il ruolo di Diane Miller nella soap opera General Hospital e per la sua partecipazione alla serie televisiva Cougar Town.

## Biografia
Nata a Los Angeles, figlia dello scenografo premio Oscar Dale Hennesy e nipote dell'attrice Barbara Rush. Ha studiato all'American Conservatory Theatre e alla Royal Academy of Dramatic Arts. Inizia la propria carriera verso la fine degli anni ottanta, dividendosi tra il teatro e vari lavori televisivi.
Ha recitato nella quarta stagione della serie televisiva Dawson's Creek, nel ruolo della signora Valentine, e ha ottenuto ruoli di supporto nei film Terminator 3 - Le macchine ribelli, Una bionda in carriera, Cambia la tua vita con un click e molti altri. È stata guest star di numerose serie televisive, tra cui That '70s Show, Drake & Josh e Le cose che amo di te.
Dal 2006 interpreta il ruolo dell'avvocato Diane Miller nella soap opera General Hospital, per cui ha ottenuto una candidatura ai Premi Emmy. Dal 2009 lavora nella serie TV Cougar Town, nel ruolo di Barbara Corman. È apparsa in un episodio di C'era una volta, interpretando la madre del Grillo Parlante.
Parallelamente alla carriera d'attrice, la Hennesy è anche una scrittrice. Nel gennaio del 2008 è stato pubblicato Pandora Gets Jealous, il primo romanzo di una serie per bambini con protagonista il personaggio di Pandora, a cui sono seguiti altri quattro romanzi. Ha inoltre scritto The Secret Life Of Damien Spinelli.
Nel 2011 ha ottenuto il ruolo della signora Chesterfield nella serie televisiva di Disney Channel Jessie, passando nella terza stagione da guest star a interprete ricorrente entrando.
Nel 2012 partecipa alla quinta stagione di True Blood, nel ruolo dell'antica vampira Rosalyn Harris.
Nel 2014 prende parte alla quarta stagione di Revenge, nel ruolo della matrona di una famiglia del Sud e madre di Louise Ellis.

## Filmografia parziale

### Cinema
- Una bionda in carriera, regia di Charles Herman-Wurmfeld (2003)
- Terminator 3 - Le macchine ribelli, regia di Jonathan Mostow (2003)
- Cambia la tua vita con un click, regia di Frank Coraci (2006)
- Bambi 2 - Bambi e il Grande Principe della foresta, regia di Brian Pimental (2006) – voce
- Conversazioni con Dio (Conversations with God), regia di Stephen Deutsch (2006)

### Televisione
- Dawson's Creek – serie TV, 7 episodi (2000-2001)
- Le cose che amo di te – serie TV, 1 episodio (2003)
- That '70s Show – serie TV, 3 episodi (1999-2004)
- Una donna alla Casa Bianca – serie TV, 1 episodio (2005-2006)
- Drake & Josh – serie TV, 1 episodio (2006)
- C'era una volta – serie TV, 1 episodio (2011)
- Cougar Town – serie TV (2009-2012)
- True Blood – serie TV, 10 episodi (2012)
- Jessie – serie TV, 12 episodi (2011-2013)
- General Hospital – serie TV (2006-in corso)
- Revenge – serie TV (2014)
- Future Man  – serie TV, 1 episodio (2017)
- Champions – serie TV, episodio 1x06 (2018)
- NCIS - Unità anticrimine (NCIS) – serie TV, episodio 20x07 (2022)

## Doppiatrici italiane
Nelle versioni in italiano delle opere in cui ha recitato, Carolyn Hennesy è stata doppiata da:
- Alessandra Korompay in Dawson's Creek, True Blood, Jessie
- Irene Di Valmo in Una donna alla Casa Bianca
- Antonella Alessandro in Cougar Town
- Melina Martello in Revenge
- Anna Cugini in NCIS - Unità anticrimine

Da doppiatrice è sostituita da:
- Alessandra Korompay in Bambi 2 - Bambi e il Grande Principe della foresta